# Gattya wimleni
Gattya wimleni is een hydroïdpoliep uit de familie Halopterididae. De poliep komt uit het geslacht Gattya. Gattya wimleni werd in 1998 voor het eerst wetenschappelijk beschreven door Gravier-Bonnet. 